# Ostūreh
Ostūreh (persiska: استوره) är en ort i Iran.   Den ligger i provinsen Västazarbaijan, i den nordvästra delen av landet, 700 km väster om huvudstaden Teheran. Ostūreh ligger 2 189 meter över havet och antalet invånare är 583.
Terrängen runt Ostūreh är lite bergig. Runt Ostūreh är det ganska tätbefolkat, med 83 invånare per kvadratkilometer. Närmaste större samhälle är Karīkān, 17,7 km sydväst om Ostūreh. Trakten runt Ostūreh består i huvudsak av gräsmarker.